# Дештне в Орлицких хорах
Дештне в Орлицких хорах (чеш. Deštné v Orlických horách) је насељено мјесто са административним статусом сеоске општине (чеш. obec) у округу Рихнов на Књежној, у Краловехрадечком крају, Чешка Република.

## Становништво
Према подацима о броју становника из 2014. године насеље је имало 551 становника.